# کالوگا
شهر کالوگا (به روسی: Калуга) در کشور روسیه و در اوبلاست کالوگا واقع شده‌است. کالوگا در کنار رود اوکا در ۱۵۰ کیلومتری (۹۳ مایل) جنوب غربی مسکو قرار دارد.